# Sarcedol
Sarcedol, també escrit Cercedol, és un antic nucli de població del municipi de Montferrer i Castellbò, a l'Alt Urgell. Actualment despoblat, es troba a prop de Vilamitjana del Cantó, i del despoblat de Castellnovet.